# 스매시 마우스
스매시 마우스(Smash Mouth)는 미국 캘리포니아주 새너제이 출신 록 밴드이다. 1994년에 결성되었으며 현재 네 명의 멤버로 구성되어 있다. 히트 싱글에는 〈Walkin' on the Sun〉(1997년), 〈All Star〉(1999년) 등이 있다.

## 역사
스티븐 하웰은 랩 그룹 F.O.S.의 멤버였다. 하웰이 록 밴드를 결성하고 싶어하자, 당시 하웰의 매니저였던 케빈 콜먼이 당시 지역 펑크 밴드 Lackadaddy의 멤버였던 기타리스트 그랙 캠프와 베이시스트 폴 드 라일을 소개해주었다. 콜먼은 드럼을 맡게 되었고, 이들은 밴드의 이름을 "스매시 마우스"로 지었다. 이 용어는 시카고 베어스의 코치 마이크 딧카가 지은 미식 축구 용어에서 따온 말이다.
스매시 마우스는 인터스코프 레코드와 계약을 맺었고, 1997년 데뷔 음반 《Fush Yu Mang》을 발매하였다. 1997년 발매된 첫 싱글 〈Walkin' on the Sun〉은 모던 록 차트 1위에 오르는 등 큰 성공을 거두었다. 다른 싱글들도 괜찮은 성적을 거두면서, 이 음반은 더블 플래티넘을 인증 받았다.
1999년 스매시 마우스는 두 번째 음반 《Astro Lounge》를 발매하였다. 이 음반은 데뷔 음반에 비하여 스카의 영향을 적게 받았다. 1999년 중반 발매된 싱글 〈All Star〉는 큰 인기를 얻었다. 이 곡은 《슈렉》을 비롯한 몇몇 영화들의 사운드트랙에 수록되기도 하였다. 이 음반은 스매시 마우스의 음반 중 가장 많은 판매량을 올렸으며, 3x 플래티넘을 인증 받았다. 케빈 콜먼은 《Astro Lounge》의 발매 이후 밴드를 탈퇴하였고, 그의 자리는 마이클 어바노가 맡았다.
2001년 스매시 마우스는 멍키스(The Monkees)의 히트 곡 〈I'm a Believer〉의 커버 곡을 제작하였다. 이 곡도 《슈렉》의 사운드트랙에 수록되었다. 이에 이어 세 번째 음반 《Smash Mouth》가 발매되었다. 싱글로는 〈Holiday in My Head〉, 〈Pacific Coast Party〉, 〈Shoes N' Hats〉가 발매되었으며, 이 음반은 골드를 인증받았다.
2003년 네 번째 음반 《Get the Picture?》를 발매하였다. 이 음반은 이전 음반들과는 크게 비교될 정도로 부진한 성적을 냈고, 싱글들도 좋은 성적을 거두는 데 실패하였다. 새롭게 유니버설 레코드와 계약을 맺은 스매시 마우스는 2005년 8월 베스트 음반 《All Star Smash Hits》를 발매하였으며, 2005년 12월에는 크리스마스 음반 《Gift of Rock》을 발매하였다. 2006년 2월 14일, 드러머 마이클 얼바노가 밴드를 탈퇴하였고, 제이슨 서터가 새로운 드러머로 합류하였다. 스매시 마우스의 다섯 번째 음반은 2006년 초에 발매될 것으로 예상되었으나, 계속되는 연기 끝에 2006년 9월 19일 《Summer Girl》이라는 제목으로 발매되었다.

## 멤버
- 스티븐 하웰(Steven Harwell) - 리드 보컬
- 그렉 캠프(Greg Camp) - 기타, 키보드, 작곡, 배킹 보컬
- 폴 드 라일(Paul De Lisle) - 베이스, 배킹 보컬, 작곡
- 제이슨 서터(Jason Sutter) - 드럼(2006년 ~ 현재)

### 이전 멤버
- 케빈 콜먼(Kevin Coleman) - 드럼(1994년 ~ 1999년)
- 마치 머린(Mitch Marine) - 드럼(1999년)
- 마이클 어바노(Michael Urbano) - 드럼(1999년 ~ 2006년)

## 음반 목록
- 《Fush Yu Mang》(1997년)
- 《Astro Lounge》(1999년)
- 《Smash Mouth》(2001년)
- 《Get the Picture?》(2003년)
- 《All Star Smash Hits》(2005년)
- 《The Gift of Rock》(2005년)
- 《Summer Girl》(2006년)